# سیارک ۲۵۱۲۲
سیارک ۲۵۱۲۲ (به انگلیسی: 25122 Kaitlingus، نامگذاری:1998RJ77) بیست و پنج هزار و صد و بیست و دومین سیارک کشف شده‌است که در ۱۴ سپتامبر ۱۹۹۸ کشف شد.
قدر مطلق سیارک برابر ۱۶.۲ است.